# 27048 Jangong
27048 Jangong este un asteroid din centura principală de asteroizi.

## Descriere
27048 Jangong este un asteroid din centura principală de asteroizi. A fost descoperit pe 14 septembrie 1998 la Socorro, New Mexico, în cadrul proiectului LINEAR. Asteroidul prezintă o orbită caracterizată de o semiaxă mare de 2,35 ua, o excentricitate de 0,10 și o înclinație de 6,7° în raport cu ecliptica.